# Fontenois-la-Ville
Fontenois-la-Ville är en kommun i departementet Haute-Saône i regionen Bourgogne-Franche-Comté i östra Frankrike. Kommunen ligger i kantonen Vauvillers som tillhör arrondissementet Lure. År 2022 hade Fontenois-la-Ville 136 invånare.

## Befolkningsutveckling
Antalet invånare i kommunen Fontenois-la-Ville
| Referens: INSEE |